# Bathyoncus arafurensis
Bathyoncus arafurensis är en sjöpungsart som beskrevs av Monniot, F. 2003. Bathyoncus arafurensis ingår i släktet Bathyoncus och familjen Styelidae. Inga underarter finns listade.